# 岡田定五郎
岡田 定五郎（おかだ さだごろう、1849年（嘉永2年） - 1895年（明治28年））は、幕末から明治の剣客。諱は定道（さだみち）。

## 経歴
上野国安中藩に生まれる。同藩の剣術指南役根岸松齢に入門して荒木流を学び、16歳で中段目録に達する。1865年（慶応元年）、江戸へ出て千葉道三郎に北辰一刀流を学び、目録を授けられる。安中藩の撃剣取締役助教授となる。
竹刀で厚い板を突き貫き、両手に米俵を吊るし高下駄を履いて軽く運ぶ、などの膂力を見せ、「鬼岡田」と呼ばれた。廃藩により浪人となったが剣術を続けた。
1879年（明治12年）、埼玉県児玉郡賀美村の陽雲寺境内で開かれた上武合体剣術大会に出場。中西派一刀流の高野佐吉郎（75歳）と試合をすることになっていたが、佐吉郎はおりから病に臥せ、代理で孫の高野佐三郎（18歳）が相手となった。この試合で高野は片手上段に構えたため、若輩に上段をとられた岡田は怒り、突き技を繰り返した。高野は袴まで血に染めて昏倒した。
高野は岡田に復讐すべく上京して山岡鉄舟の道場で鍛え、その後岡田を訪ね試合を申し込んだが、岡田は丁重に詫び、試合を断ったという。
岡田は明治維新後高崎に英隆館という道場を開き、門人を指南した。